# Olympische Sommerspiele 1960/Teilnehmer (Brasilien)
| Gelbes Symbol für Goldmedaillen mit stilisierten Olympischen Ringen | Graues Symbol für Silbermedaillen mit stilisierten Olympischen Ringen | Braundes Symbol für Bronzemedaillen mit stilisierten Olympischen Ringen |
| ------------------------------------------------------------------- | --------------------------------------------------------------------- | ----------------------------------------------------------------------- |
| —                                                                   | —                                                                     | 2                                                                       |

Brasilien nahm an den Olympischen Sommerspielen 1960 in Rom mit einer Delegation von 72 Athleten (71 Männer und eine Frau) an 35 Wettkämpfen in 14 Sportarten teil. 
Die brasilianischen Sportler gewannen zwei Bronzemedaillen, womit Brasilien den 39. Platz im Medaillenspiegel belegte. Die Medaillen gewannen der Schwimmer Manuel dos Santos Júnior über 100 Meter Freistil sowie die Basketballmannschaft der Männer. Fahnenträger bei der Eröffnungsfeier war der Leichtathlet Adhemar da Silva.

## Teilnehmer nach Sportarten

### Basketball
- Bronze 
Edson Bispo dos Santos
Moysés Blás
Waldemar Blatskauskas
Zenny de Azevedo
Carmo de Souza
Carlos Domingos Massoni
Waldir Boccardo
Wlamir Marques
Amaury Antônio Pasos
Fernando Pereira de Freitas
Antônio Salvador Sucar
Jatyr Eduardo Schall

### Boxen
- José Martins
Fliegengewicht: in der 1. Runde ausgeschieden

- Waldomiro Pinto
Bantamgewicht: in der 1. Runde ausgeschieden

- Jorge Salomão
Halbweltergewicht: in der 1. Runde ausgeschieden

- Helio Crescencio
Halbmittelgewicht: in der 1. Runde ausgeschieden

- José Leite
Halbschwergewicht: im Achtelfinale ausgeschieden

### Fußball
- in der Gruppenphase ausgeschieden
Carlos Alberto
China
Chiquinho
Dary
Décio
Gérson
Jurandir
Nonô
Paulinho Ferreira
Roberto Dias
Rubens
Valdir
Wanderley
Maranhão

### Gewichtheben
- Bruno Barabani
Mittelschwergewicht: 15. Platz

### Leichtathletik
Männer
- Affonso da Silva
100 m: im Vorlauf ausgeschieden

- José Telles da Conceição
200 m: im Viertelfinale ausgeschieden

- Anubes da Silva
400 m: im Vorlauf ausgeschieden
400 m Hürden: im Vorlauf ausgeschieden

- Adhemar da Silva
Dreisprung: 14. Platz

Frauen
- Wanda dos Santos
80 m Hürden: im Vorlauf ausgeschieden

### Moderner Fünfkampf
- Justo Botelho
Einzel: 27. Platz
Mannschaft: 13. Platz

- Wenceslau Malta
Einzel: 32. Platz
Mannschaft: 13. Platz

- José Wilson
Einzel: 50. Platz
Mannschaft: 13. Platz

### Radsport
- Anésio Argenton
Bahn Sprint: 5. Platz
Bahn 1000 m Zeitfahren: 6. Platz

### Reiten
- Oscar da Silva
Springreiten: ausgeschieden
Springreiten Mannschaft: ausgeschieden

- Mario Leite Neto
Springreiten: ausgeschieden
Springreiten Mannschaft: ausgeschieden

- Renyldo Ferreira
Springreiten: ausgeschieden
Springreiten Mannschaft: ausgeschieden

### Rudern
- Harri Klein
Vierer mit Steuermann: im Viertelfinale ausgeschieden

- Paulino Leite
Vierer mit Steuermann: im Viertelfinale ausgeschieden

- Eduardo Endtner
Vierer mit Steuermann: im Viertelfinale ausgeschieden

- Francisco Todesco
Vierer mit Steuermann: im Viertelfinale ausgeschieden

- Waldemar Scovino
Vierer mit Steuermann: im Viertelfinale ausgeschieden

### Schießen
- Ambrosio Rocha
Schnellfeuerpistole 25 m: 42. Platz
Freie Pistole 50 m: 50. Platz

- Álvaro dos Santos Filho
Freie Pistole 50 m: 43. Platz

- Luiz Martins
Kleinkalibergewehr Dreistellungskampf 50 m: 57. Platz
Kleinkalibergewehr liegend 50 m: 33. Platz

### Schwimmen
Männer
- Manuel dos Santos Júnior
100 m Freistil: Bronze

- Fernando de Abreu
100 m Freistil: im Vorlauf ausgeschieden
4-mal-100-Meter-Lagen-Staffel: im Vorlauf ausgeschieden

- Athos de Oliveira
100 m Rücken: im Vorlauf ausgeschieden
4-mal-100-Meter-Lagen-Staffel: im Vorlauf ausgeschieden

- Farid Zablith Filho
200 m Brust: im Vorlauf ausgeschieden
4-mal-100-Meter-Lagen-Staffel: im Vorlauf ausgeschieden

- Aldo Perseke
200 m Schmetterling: im Vorlauf ausgeschieden
4-mal-100-Meter-Lagen-Staffel: im Vorlauf ausgeschieden

### Segeln
Männer
- Reinaldo Conrad
Finn-Dinghy: 5. Platz

- Jorge Pontual
Star: 9. Platz

- Cid Nascimento
Star: 9. Platz

- Wolfgang Richter
Flying Dutchman: 26. Platz

- Roberto da Rosa
Flying Dutchman: 26. Platz

### Wasserball
Männer
- in der Gruppenphase ausgeschieden
Jorge Cruz
Alvarez da Cruz Filho
Roland da Cruz
Luiz Daniel
Hilton de Almeida
Márvio dos Santos
João Gonçalves Filho
Adhemar Grijó Filho
Henry Samson

### Wasserspringen
Männer
- Fernando Ribeiro
3 m Kunstspringen: 22. Platz